# Méthyle
Ne doit pas être confondu avec Méthine.
En chimie, le groupe méthyle (souvent abrégé Me) est le radical alkyle hydrophobe dérivé du méthane (CH4). 
Sa formule est CH3—.
Selon la nomenclature internationale de l'IUPAC, pour nommer les radicaux organiques, on remplace, dans le nom de l'alcane correspondant, le suffixe -ane par le suffixe -yle.
On trouve ce substituant dans beaucoup de composés organiques, comme le biogazole (à base de méthyl ester). On le trouve également dans un certain nombre d'acides aminés codés par le code génétique tels que l'alanine, la valine et la leucine.